# Ärmä jõgi
Ärmä jõgi är ett vattendrag i Estland. Den är 42 kilometer lång och är ett biflöde till Tänassilma jõgi som mynnar i sjön Võrtsjärv. Ån ligger i Viljandi kommun i landskapet Viljandimaa.